# Xerophyta capillaris
Xerophyta capillaris là một loài thực vật có hoa trong họ Velloziaceae. Loài này được Baker mô tả khoa học đầu tiên năm 1878.